# 克羅地亞足球甲級聯賽
克羅地亞足球甲級聯賽是克羅地亞的第二級別足球聯賽，僅次於克罗地亚足球联赛。克羅地亞足球甲級聯賽創建於1991年，共有12支球隊參加比賽。每個賽季的第一名可以升級至克罗地亚足球联赛，第二名則需要參加升級附加賽。